# آسپارتام
آسپارتام (به انگلیسی: Aspartame) یک شیرین‌کننده مصنوعی غیر-ساکارید است که ۲۰۰ بار شیرین‌تر از ساکارز می‌باشد. این ماده، به طور رایج به عنوان جایگزین قند در غذاها و نوشیدنی‌ها استفاده می‌شود. آسپارتام به عنوان یک شیرین کننده مصنوعی کم کالری شناخته می شود که خیلی شیرین تر از شکر است و به دلیل ویژگیهای مطلوب در صنایع غذایی و دارویی استفاده گسترده‌ای دارد. آسپارتام که به E951 نیز معروف است، جزء شیرین کننده های قوی همچون سوکرالوز و نئوتام محسوب می شود و قدرت شیرین کنندگی آن ۱۵۰ تا ۲۰۰ برابر بیشتر از قند است و به سختی انرژی تولید یا آزاد می کند.
این ترکیب از نظر عطر و طعم بسیار شبیه قند طبیعی است و بیش از سایر شیرین کننده های مصنوعی با ویژگیهای قند مطابقت دارد. این ماده برای تقویت طعم و رایحه میوه ها به مواد غذایی اضافه می شود و هیچ حس ناخوشایندی در خوراکی‌ها به جا نمی‌گذارد.
آسپارتام از نظر حجم مصرفی سومین قند مصرفی در صنایع غذایی پس از ساخارین و سیکلامات است. در حالیکه مصرف سیکلامات ممنوع شده و ساخارین هم از نظر طعم و ایمنی مورد پذیرش نیست به همین دلیل آسپارتام یک جایگزین خوش طعم و ایمن تر برای این قندهای مصنوعی است.

## ایمنی و سلامت
ایمنی آسپارتام از زمان ساخت آن مورد مطالعه قرار گرفته است و این ماده غذایی به شدت مورد آزمایش قرار گرفته. بیش از 100 آژانس نظارتی از جمله سازمان غذا و داروی ایالات متحده (FDA)، آژانس استانداردهای غذایی بریتانیا، بهداشت کانادا، استانداردهای غذایی استرالیا و نیوزیلند، آسپارتام را برای سلامت انسان ایمن می‌دانند.اما افرادی که بیماری فنیل کتونوری دارند نباید آن را مصرف کنند چرا که دارای آمینواسید فنیل آلانین بوده که این افراد نمی توانند آن را تجزیه کنند و در نتیجه تجمع آن باعث آسیب های مغزی می شود.
سرطان
تا سال ۲۰۲۳، آژانس‌های نظارتی، از جمله موسسه ملی سرطان ایالات متحده، به این نتیجه رسیده‌اند که مصرف آسپارتام در مقادیر قابل قبول روزانه بی‌خطر است و باعث سرطان نمی‌شود. این نتیجه‌گیری‌ها بر اساس منابع شواهد مختلفی است، مانند بررسی‌ها و مطالعات اپیدمیلوژیک که هیچ ارتباطی بین آسپارتام و سرطان پیدا نکردند.

## تاریخچه
آسپارتام نخستین بار در سال ۱۹۶۵ ساخته و توسط سازمان غذا و دارو آمریکا (FDA) در سال ۱۹۸۱ برای استفاده در محصولات غذایی تأیید شده است. امروزه به عنوان جایگزین قند در غذاها و نوشیدنی‌ها در اغلب مواقع به کار گرفته می‌شود.

## ویژگی‌ها
آسپارتام برخلاف ساکارید و سیکلامات که بدون تغییر از بدن دفع می‌شوند، به اسیدهای آمینه طبیعی سازنده‌اش تجزیه می‌شود، و آن‌ها نیز به‌نوبه خود در مسیرهای سوخت و ساز معمولی بدن به اجزای کوچک‌تری شکسته می‌شوند. شیرینی آسپارتام ۲۰۰ برابر بیشتر از ساکاروز (قند معمولی) است.
آسپارتام دارای یک گروه عاملی الکلی (در این‌جا کربوکسیلیک اسید)، یک گروه عاملی آمینی یک گروه عاملی آمیدی و یک گروه عاملی استری و یک حلقه بنزن (C6H6) است.
فرمول مولکولی آسپارتام C14H18N2O5 است.
جرم مولی آسپارتام ‎۲۹۴/۰۹ است.
آسپارتام از اجزایی به نام «اسیدهای آمینه» گرفته می‌شود. اسیدهای آمینه نوعی از ترکیبات شیمیایی هستند؛ که توسط گیاهان و حیوانات به کار می‌روند تا پروتئین لازم برای حیات آن‌ها را تولید کنند. از حدود ۲۰ نوع اسید آمینه که به صورت طبیعی به دست می‌آیند، دو نوع آن‌ها برای تولید آسپارتام به کار می‌رود: اسید آسپارتیک و فنیل‌آلانین. اگرچه اجزای تشکیل دهنده آسپارتام در طبیعت به تنهایی یافت می‌شوند اما خود آسپارتام در طبیعت نیست و به دست بشر تولید می‌شود. آسپارتام، به دو روش «تخمیر» و «ترکیب شیمیایی» قابل تولید است.